# Квилюнас, Гинтарас Алоизович
Гинтарас Алоизович Квилюнас (лит. Gintaras Kviliūnas; 17 апреля 1966, Рокишкский район, Паневежский уезд) — советский и литовский футболист, нападающий, футбольный судья, тренер.

## Биография
Воспитанник спортинтерната г. Паневежиса. С 1984 года выступал за дубль вильнюсского «Жальгириса». В основном составе ведущего клуба республики дебютировал 21 сентября 1986 года в матче Кубка Федерации против «Металлиста», а в высшей лиге сыграл первый матч 17 октября 1986 года против «Днепра». Первый гол на высшем уровне забил в своём втором матче, 1 ноября 1986 года в ворота «Кайрата». Всего в высшей лиге СССР сыграл 36 матчей и забил 5 голов. В 1987 году, когда «Жальгирис» под флагом студенческой сборной СССР принимал участие в футбольном турнире Универсиады и одержал победу, Квилюнас был в составе, но ни разу не вышел на поле на турнире. Участник матча Кубка УЕФА против венской «Аустрии».
В ходе сезона 1989 года потерял место в составе «Жальгириса» и перешёл в «Атлантас» (Клайпеда), игравший во второй лиге.
Осенью 1989 года выступал в высшем дивизионе Польши за клуб «Ягеллония» (Белосток). Свой первый матч сыграл 12 августа 1989 года против «Шлёнска» (Вроцлав), вышел на замену в перерыве, а на 66-й минуте матча забил свой первый гол. Всего сыграл в чемпионате Польши 12 матчей, забив 2 гола.
В 1990 году играл в чемпионате Прибалтики за «Жальгирис» и «Сириюс», команды заняли в турнире соответственно первое и второе места. На следующий год выступал во второй низшей лиге СССР за «Прогресс» (Черняховск). В 1992 году сыграл один матч в чемпионате Латвии за «Сконто» — 16 августа 1992 года против елгавского РАФа, команда в том сезоне стала чемпионом страны. В первой половине 1990-х годов играл в высшей лиге Литвы за «Минию» и «Сириюс». В 1994 году, в 28-летнем возрасте завершил профессиональную карьеру.
В начале 2000-х годов судил матчи низших дивизионов Литвы.
По состоянию на 2011 год работал детским тренером в Паланге. В сезоне 2011—2012 тренировал взрослую команду ФК «Паланга», игравшую во второй лиге. По состоянию на 2016 год снова работал с детскими командами своего клуба.